# A Vargáék ablaka
Az A Vargáék ablaka (vagy ablakja) kezdetű, szlovák eredetű magyar népdalt Bartók Béla gyűjtötte Vésztőn 1909-ben.
| Szerző       | Mire           | Mű               |
| ------------ | -------------- | ---------------- |
| Zenei Műhely | egy énekhangra | A Vargáék ablaka |

## Kotta és dallam
| A Vargáék ablaka rózsából van kirakva, kirakva, kirakva, kirakva, de kirakva. | Azért van az kirakva, Garzó Péter jár ide, jár oda, jár ide, jár oda, de jár oda.   |
| Hej, te Julcsa gyere ki, vár a Péter ideki, ideki, ideki, ideki, de ideki.    | Tudnám én azt, ha várna, mert a szívem dibegne-dobogna dibegne-dobogna, de dobogna. |

## Felvételek
- A Vargáék ablakja. YouTube (2014. március 25.)  (Hozzáférés: 2016. augusztus 29.) (videó)
- A Vargáék ablaka. Gyerekdalok  videakid (2015. május 6.)  (Hozzáférés: 2016. augusztus 29.) (videó) arch
- A Vargáék ablakja. cimbalom.nl (Hozzáférés: 2016. augusztus 29.) (audió) arch